# جابي أشكنازي
جابي أشكنازي (بالعبرية: גבי אשכנזי، مواليد 25 فبراير 1954) في حاجور، إسرائيل. هو رئيس الأركان التاسع عشر لالجيش الإسرائيلي.
انخرط في صفوف الجيش سنة 1972 بلواء جولاني بكتيبة 12، ارسل إلى مدرسة تأهيل الضباط وفي تلك الفترة نشبت حرب يوم الغفران وارسل اشكنازي إلى الجبهة الجنوبية مع مصر. مع نهاية حرب يوم الغفران تابع اشكنازي دورة الضباط وانهاها بتفوق, وقد قام دافيد إلعازار الذي كان رئيس الأركان في وقتها باهداء اشكنازي رتبته العسكرية وهنئه على تفوقه بمدرسة الضباط.
في سنة 1976 شارك جابي اشكنازي  بعملية عنتيبي أو كما تسمى بالصاعقة التي كللت بالنجاح... وفي سنة 1978 شارك اشكنازي  بعملية الليطاني في لبنان واصيب بمعركة مرجعيون، وانتصر الجيش الإسرائيلي وتوغل حتى جنوب نهر الليطاني وانسحبت قوات منظمة التحرير الفلسطينية شمال النهرِ.
شارك اشكنازي أيضا بحرب لبنان الاولى وكان نائب قائد لواء جولاني . وشارك أيضا بالعديد من الحملات واستلم العديد من المهام والمناصب حتى أصبح قائد لواء جولاني سنة 1987.
وتابع جابي اشكنازي نقدمه بامتياز وتنقل بين العديد من الوحدات وليس فقط وحدات المشات فقد كان قائد بوحدات المدرعات بين عام 1990 و 1992. وفي سنة 1996 حصل على رتبة جنرال محلي وفي سنة 1996 استلم قيادة منطقة الشمال ومن الأمور التي قام بها في تلك الفترة هي اخلاء جنود الجيش الإسرائيلي من جنوب لبنان حسب قرار  الحكومة الاسرائيليه برئاسة إيهود باراك.
ترك جابي اشكنازي الجيش سنة 2005 واختاره وزير الدفاع عمير بيرتز لمهمة مدير وزارة الدفاع وبدأ مهامه سنة 2006
وعلى أثار حرب لبنان الثانية عام 2006 أعلن قائد الأركان دان حالوتس عن استقالته في 17 يناير 2007، وقد قرر رئيس الحكومة الإسرائيلي إيهود أولمرت ووزير الدفاع عمير بيرتز تعيين اشكنازي خلفا لدان حالوتس ويكون رئيس الأركان ال19 لالجيش الإسرائيلي لمئهلاته وامتيازاته. وقد قام اشكنازي باحداث تغيرات كبيرة بالجيش وخاصة بالقسم البري من الجيش وحصل على موافقة الحكومة لاحداث تغيرات بعتاد الجيش وكمية العتاد وبرنامج مضاضات الصواريخ الذي يحمي الدبابات وامور كثيره أخرى.
بنهاية شهر فبراير 2008 اشرف اشكنازي على عملية الشتاء الساخن  ضد مجموعات مسلحة في قطاع غزه وستمرت لفترة قصيره تقارب يومين وانتهت باتفاق لوقف إطلاق نار بين إسرائيل وحماس، وفي نهاية سنة 2008 وبدايت سنة 2009 اشرف اشكنازي على عملية الرصاص المصبوب  وبها حارب الجيش الإسرائيلي  مره أخرى المجموعات المسلحة في غزه وعلى رئسهم حركة حماس ونشطائها.
وخلال هذه العملية قتل 10 جنود إسرائيليين و 3 مواطنين إسرائيلين مقابل اكتر من 1000 فلسطيني قصم كبير منهم من عناصر حركة حماس ومجموعات مسلحة أخرى..
واكد الجيش الإسرائيلي تحت قيادة جابي اشكنازي  انه استخلص العبر وتعلم من اخطاء حرب لبنان وأيضا تقوية وتحسين الجبهة الداخلية في إسرائيل
رفض جابي أشكنازي مثول أي جندي إسرائيلي أمام محكمة دولية، وذلك في أعقاب تشكيل بعثة الأمم المتحدة لتقصي الحقائق بشأن النزاع في غزة، وقال أن الجيش أجرى تحقيقات في الحرب، ولم يثبت تعمد جندي إسرائيلي إصابة امرأة أو طفل.
في 14 فبراير 2011 انها جابي اشكنازي مهامه كقائد اركان وخلفه بيني غانتس.

## عائلة جابي اشكنازي
والده من اصل بلغاري وهو أحد الناجين من المحرقه فقد كان في معسكر الابادة اوشفيتز ولكنه نجى وعاش ليرى ابنه قائد لالجيش الإسرائيلي، ووالدته من اصل سوري، متزوج من رونيت واب لاثنين ويعيش اليوم في مدينة كفار سابا، اخاه الصغير هو «افي اشكنازي» وهو عميد بالجيش